# Murina peninsularis
Murina peninsularis és una espècie de ratpenat de la família dels vespertiliònids. Viu des de Tailàndia del Sud i Malàisia peninsular fins a Sumatra, Borneo i Lombok. Es tracta d'un ratpenat de mida petita-mitjana, amb una llargada de l'avantbraç de 29,4–36,8 mm i les orelles de 12,0–17,6 mm. Les femelles són més grosses que els mascles. Anteriorment se'l classificava com a subespècie del ratpenat nassut taronja (M. cyclotis).